# Piotr Antoni Twardowski
Piotr Antoni Twardowski (XVIII-XIX wiek) – generał major komenderujący kawalerią w II. Dywizji wojsk litewskich w 1793 roku, komendant-brygadier 1. Brygady Kawalerii Narodowej Wielkiego Księstwa Litewskiego i 2. Brygady Kawalerii Narodowej Wielkiego Księstwa Litewskiego w 1790 roku.
Uczestnik wojny polsko-rosyjskiej 1792 roku. Za rządów konfederacji targowickiej pozostał w służbie. Odwiedzał Stanisława Augusta Poniatowskiego na zesłaniu w Grodnie.